# Antonio Meneghelli

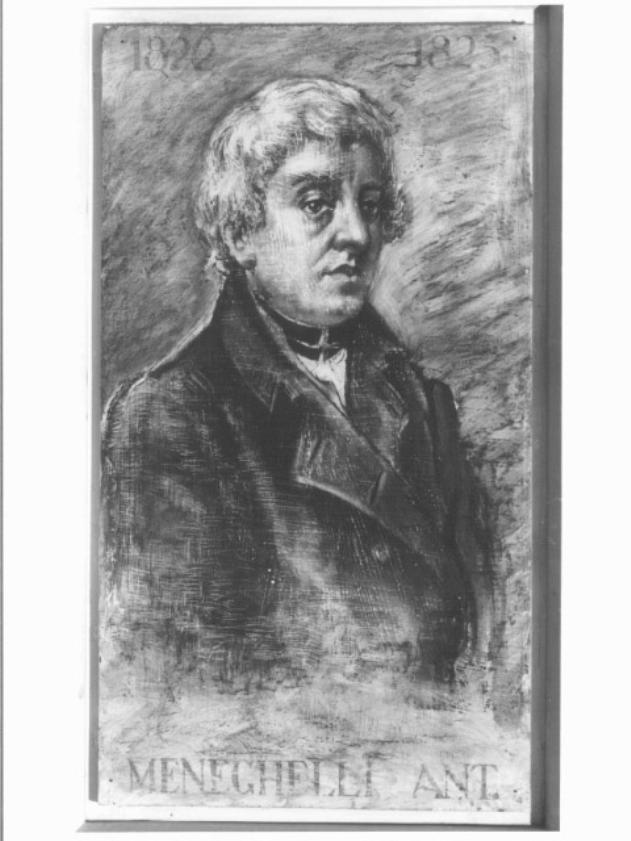
Antonio Meneghelli (1823)

Antonio Maria Meneghelli (* 15. August 1765 in Verona; † 14. Dezember 1844 in Padua) war ein italienischer Jurist und Autor.

## Leben
Antonio Meneghelli wurde in Verona geboren, kam aber noch als Kind nach Venedig, wo er zunächst die geistliche Laufbahn wählte, dann aber Philosophie und Rechtswissenschaften studierte und promovierte. Er übte seine Lehrtätigkeit zunächst in Venedig, dann an der Universität Padua aus, wo er Professor für Handels- und Seerecht war. In den Jahren 1823/24 war er Rektor der Universität.
Meneghelli war Mitglied der Accademia pataviana sowie der Accademia veneta und leitete 1844 die Zeitung Giornale Euganeo. Er machte sich insbesondere als Autor einen Namen und beschäftigte sich intensiv mit der italienischen Literatur, unter anderem mit den Werken von Petrarca, Cesarotti und Alfieri. Des Weiteren übersetzte er Werke aus dem Französischen und interessierte sich für Geschichte.

## Werke (Auswahl)
- Le rime di messer F. Petrarca. 3 Bde., 1819
- Opere. 6 Bde., 1831
- Opere scelte. 4 Bde., 1843